# Forte da Santa Cruz de Tamandaré
O Forte da Santa Cruz de Tamandaré localizava-se na praia de Tamandaré, ao sul do cabo de Santo Agostinho, no litoral do atual estado de Pernambuco, no Brasil.
Esta fortificação inscreve-se no contexto da segunda das invasões holandesas do Brasil.

## História
O historiador brasileiro Sebastião da Rocha Pita menciona dois fortes em Tamandaré, um sob a invocação da Santa Cruz (Forte da Santa Cruz), outro sob a invocação de Santo Inácio (Forte de Santo Inácio de Tamandaré), com planta no formato quadrangular, abaluartados e com muita artiharia ("História da América Portuguesa, desde o ano de mil e quinhentos de seu descobrimento até o de mil setecentos e vinte e quatro". 1730. apud: GARRIDO, 1940:75).
No contexto da segunda das invasões holandesas do Brasil (1630-1654), BARRETTO (1958) menciona que um pequeno forte, sob a invocação da Santa Cruz, teria sido erguido em 1630, no porto de Tamandaré (op. cit., p. 157), certamente um reduto de campanha com a função estratégica de defesa daquele ancoradouro.